# 롱윈 버스

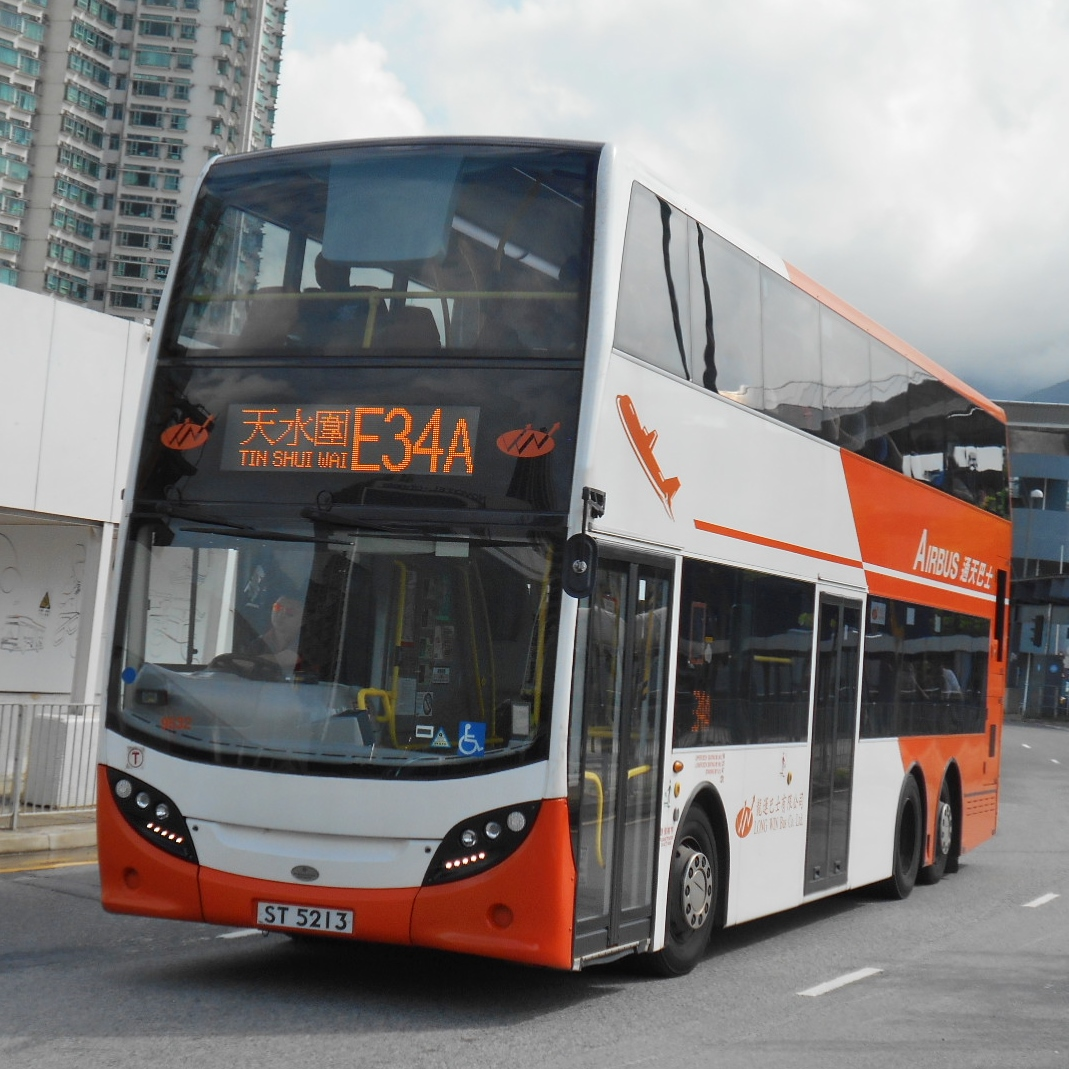
알렉산더 데니스 엔비로 500 MMC

롱윈 버스(중국어: 龍運巴士, 영어: Long Win Bus)는 홍콩의 버스 회사이다. 1996년에 설립되었다. 홍콩 국제공항 노선을 주로 운행한다.